# What Goes Up
What Goes Up è un film del 2009 diretto da Jonathan Glatzer.
Si tratta di una commedia drammatica statunitense distribuita dalla Sony Pictures Entertainment con protagonisti Hilary Duff, Steve Coogan, Josh Peck, Olivia Thirlby, e Molly Shannon. Il film fu co-scritto da Jonathan Glatzer e Robert Lawson e prodotto da Glatzer e R.D. Robb; Steve Coogan fu anche un produttore esecutivo. La première di What Goes Up avvenne l'8 maggio 2009 al Buffalo Niagara Film Festival. What Goes Up fu commercializzato negli USA attraverso la Sony Pictures e la Three Kings Productions in determinati cinema il 20 maggio 2009 e la distribuzione fu allargato ad altri cinema nelle settimane successive. Grazie al successo ottenuto nei cinema, il film fu proiettato in grandi città come Los Angeles, New York, Las Vegas, Buffalo, Boston and Chicago.

## Trama
Un giornalista di New York con disturbi emotivi viene inviato - nella seconda metà degli anni ‘80 - in una piccola città del New Hampshire, dove l'eroe locale sembra essersi suicidato. Invece che portare a termine il proprio compito realizzando un servizio sull'accaduto, l'uomo si lascia coinvolgere dalle vicende di alcuni disillusi ex studenti del defunto, teenager disadattati ed esclusi che cercano di fare di lui il loro nuovo insegnante ed eroe.

## Colonna Sonora
What Goes Up: Original Motion Picture Soundtrack è l'album della colonna sonora del film What Goes Up, commercializzato dalla casa discografica indipendente Amherst Records. Hilary Duff, protagonista femminile nel film, ha inciso una canzone per la colonna sonora intitolata "Any Other Day". La canzone, la più comprata tra le 17 diverse tracce, venne scritta dalla Duff stessa con l'aiuto di altri scrittori, quali Jonathan Glatzer and Robert Lawson. Questa canzone fu pubblicata il 29 aprile 2009 in tutti gli store di iTunes e intorno a metà maggio nelle radio americane. Il cd contiene inoltre brani di altri artisti tra cui: Roddy Bottum, Jeremy Wall, Electrelane e The Innocent Bystanders.

## Distribuzione

### DVD
Il DVD fu pubblicato negli USA e in Canada il 16 giugno 2009. In Australia la pubblicazione avvenne il 5 agosto 2009. Contiene un finale alternativo a quello proiettato nei cinema, con una durata maggiore, altra musica e un nuovo ordine delle scene.

## Critica
Il film ha ricevuto pareri diversi da parte della critica. Andrew O'Hehir di Salon.com descrisse la pellicola come "una tragicommedia carina e bella... misteriosa, comica e sentimentale nelle giuste proporzioni." Noel Murray del The AV Club disse: "Glatzer e [il co-scrittore] Lawson hanno messo in scena una profonda comprensione di come alcuni ideali possono essere seguiti da una comunità di persone diverse e unirle". Pete Hammond di Hollywood.com lo definì "una storia divertente e meravigliosamente misteriosa, che scorre con un ritmo sorprendente". Il critico WNBC Jeffery Lyons, che lo definì un "meraviglioso piccolo film", volle proiettare la pellicola al film festival da lui curato a Breckenridge (Colorado)  nel giugno 2009.
Altri critici, non gradirono più di tanto il film. Il New York Times dichiarò "C'è del cinema ben fatto in “What Goes Up”, un misto di umori e intenzioni". Il Chicago Tribune, Hollywood Reporter, Los Angeles Times e diverse altre pubblicazioni hanno pressappoco la medesima opinione sul film.